# Лаоник Халкокондил
Лао́ник Халкоконди́л (греч. Λαόνικος Χαλκοκονδύλης) (около 1423 или около 1430, Афины — около 1490, о. Крит) — византийский историк.

## Биография
Лаоник Халкокондил происходил из знатной семьи, сын Георгия и двоюродный брат Димитрия Халкокондила. После ссоры отца с флорентийскими герцогами Афин семья бежала на полуостров Пелопоннес, где — согласно Кириаку из Анконы — Лаоник жил при дворе Константина Палеолога. В 1440-х годах жил в Мистре, учился у Гемиста Георгия Плифона. В своих «Историях» (10 книг) описал события 1298—1463 годов, особенно подробно — падение Византии и возвышение Османской империи. Падение Константинополя он сравнивал с падением Трои. Труд Халкокондила содержит также ценные сведения о народах Южной и Восточной Европы (так называемый «Скифский фрагмент»).
О передвижениях и действиях Лаоника после 1447 года достоверно ничего не известно.

## Переводы на русский язык
- Перевод Е. Б. Веселаго:
  - История (из книги VIII)[3]. Перевод и предисловие // Византийский Временник. Том 7 (32).
  - Рукопись полного перевода всего сочинения была передана в Академию наук.[4]
- Перевод Е. А. Хвалькова:
  - История. Книга I. Перевод с греческого и примечания // Диакрисис № 2 (22) (2024).
  - История. Книга II. Перевод с греческого и примечания // Диакрисис № 3 (23) (2024).
  - История. Книга IV, 1–48. Перевод с греческого и примечания // Диакрисис № 4 (24) (2024).